# Psidium parvifolium
Psidium parvifolium là một loài thực vật có hoa trong Họ Đào kim nương. Loài này được (Griseb.) Griseb. miêu tả khoa học đầu tiên năm 1866.